# Pierre Brantôme
Pierre de Bourdeille, seigneur de Brantôme (ur. ok. 1540, zm. 15 lipca 1614 w Saint-Crépin-de-Richemont) – francuski historyk, żołnierz i biograf.
Zasłynął głównie jako pamiętnikarz. Był autorem barwnych Mémoires (t. 1-10) wydawanych w latach 1665-1666. Stanowią one cenny dokument obyczajowy epoki. Obejmują m.in. Żywoty pań swowolnych (tekst).